# Hrabstwo Surrey
Hrabstwo Surrey (ang. Surrey County) – jedno z trzech hrabstw Jamajki. Jego siedzibą jest Kingston.
Zostało założone w 1758 roku przez władze kolonialne. Jego powierzchnia wynosi 2009,3 km². Jest najbardziej na wschód wysuniętym hrabstwem kraju. Na zachodzie graniczy z hrabstwem Middlesex. W jego skład wchodzą 4 parafie (ang. parishes): Kingston, Portland, Saint Andrew i Saint Thomas.